# Till Lindemann
Till Lindemann (ur. 4 stycznia 1963 w Lipsku) – niemiecki muzyk metalowy, autor tekstów, wokalista zespołów Rammstein oraz Lindemann.
W 2009 został sklasyfikowany na 50. miejscu listy 50 najlepszych heavymetalowych frontmanów wszech czasów według Roadrunner Records. W 2011 został sklasyfikowany na 25. miejscu listy 100 największych żyjących gwiazd rocka magazynu „Revolver”.

## Dzieciństwo i młodość
Jego rodzicami są Werner Lindemann, pisarz (zm. 1993) i Brigitte „Gitta” Lindemann, dziennikarka radiowa. Ma młodszą o sześć lat siostrę Saskię. Wychował się w Wendisch Rambow, małej miejscowości położonej osiemnaście kilometrów od Schwerina w kierunku Wismaru.
Rodzice Tilla poznali się na konferencji w Bitterfeld, w 1959 r. W połowie lat siedemdziesiątych, ze względu na odmienne aspekty wykonywanych profesji zmuszeni byli mieszkać osobno. Werner spędzał bardzo dużo czasu na wsi, gdzie w ciszy i spokoju oddawał się pisaniu wierszy i książek, Gitta realizowała się w tym czasie jako dziennikarka. Mimo to, małżonkowie odwiedzali się regularnie w czasie weekendów. Pogłoski o ich rzekomym rozwodzie wynikają z błędnie przekształcanych informacji, bądź bardzo pobieżnej styczności ze źródłami, takimi jak książka „Mike Oldfield im Schaukenstuhl – Notizen eines Vaters”. Informacje na temat „drugiego małżonka Gitty” nie znajdują żadnego potwierdzenia w źródłach. Równie naciągane wydają się pogłoski o napiętych relacjach Tilla z ojcem. W wywiadzie udzielonym dla słuchowiska Mike Oldfield Neuerdings – Hoerspiel, sama matka muzyka wyjaśnia, iż zawsze żyli oni bardzo szczęśliwie jako rodzina, jednakże z racji tego, że byli indywidualistami, chcieli się realizować jak najlepiej, każdy w swoim zawodzie. Kiedy Werner umierał w domu na raka żołądka, jego żona i Till czuwali przy nim do końca. Podczas wywiadu dla magazynu „Tylko Rock” z 2001 roku, muzyk wspomina, że bardzo przeżywał śmierć ojca. Cyt: „Widziałem i przeżywałem śmierć. Śmierć osoby najbliższej, którą bardzo kochałem.” To z myślą o zmarłym ojcu powstał tekst utworu Heirate mich, jednak syn nigdy nie odwiedził jego grobu.
W młodości trenował pływanie w klubie SC Empor Rostock szkoły sportowej, do której wstąpił w 1974 roku. Trening zaowocował tytułem młodzieżowego mistrza Europy na dystansie 1500 metrów stylem dowolnym. Brany był pod uwagę jako reprezentant Niemiec w moskiewskich igrzyskach olimpijskich w 1980 roku, jednak nie doszło to do skutku. Tak mówił o tym w 2002 roku w wywiadzie udzielonym dla „Ostsee-Zeitung”: Właściwie nigdy nie chciałem iść do szkoły sportowej. To był taki poryw. Ale jako dziecko nie możesz sam o wszystkim decydować. W czasie podróży do Florencji na Młodzieżowe Mistrzostwa Europy (1978) młody Till wraz z kilkoma kolegami wymknął się schodami przeciwpożarowymi ze schroniska i postanowił zwiedzić miasto oraz pójść do sex shopu. Jak donosi „Die Welt” z 28 września 2004, to właśnie podczas tego „tournée” po Florencji napadł na niego gang i doszło do ostrej bójki, po której okazało się, że Till ma naderwany mięsień brzucha i tym samym musi zakończyć karierę pływacką.
Po tej przygodzie, w 1980 roku, Lindemann postanowił znaleźć pracę. Najpierw kopał torf, jednak już po trzech dniach zrezygnował z tego zajęcia. Następnie zaczął praktykę stolarską; dzięki manualnym zdolnościom po szkole pracował w tym zawodzie. Lindemann wyprowadził się z domu i kupił w malowniczych okolicach Schwerinu pół warsztatu. Pozostała część domu należała do pewnej starszej pani, która również tam mieszkała.

## Życie prywatne
Ma siostrę Saskię, która jest od niego 6 lat młodsza. W 1985 roku na świat przyszła jego pierwsza córka, Nele, z której matką natychmiast się ożenił. Małżeństwo jednak bardzo szybko się rozpadło i Till przez następnych siedem lat sam wychowywał dziecko. Dopiero po tym czasie, z powodu dużej aktywności w Rammstein (pół roku przebywał poza domem), zaczął ponownie dzielić obowiązki rodzicielskie z jej matką. Jak powiedział w jednym z wywiadów: „Nele jest mną i wszystkim dla mnie, jest nawet ważniejsza niż Rammstein”.
Następnie związał się z kolejną kobietą – eksmodelką Anją Koeseling. Z tego związku pochodzi jego druga córka, Marie-Louise (1993). Anja Koeseling oskarżyła później Tilla na łamach niemieckiego tygodnika, że nigdy nie interesował się ani ich małżeństwem, ani córką: „Kiedy wracał po tournée do domu, rozkładał się tylko leniwie na łóżku. Dla naszej córeczki nigdy nie miał czasu. Teraz muszę walczyć przed sądem o alimenty”. Do tego doszła jeszcze sprawa o pobicie. Jak mówi Anja Koeseling: To zdarzyło się w październiku 1997 roku w Dreźnie po koncercie Udo Lindenberga. Till był pijany. W hotelu Hilton uderzył mnie pięścią w nos. Diagnoza: złamanie. Till został skazany i musiał zapłacić 1200 marek odszkodowania. Anja po rozwodzie zachowała nazwisko Lindemann. Zaraz po rozstaniu z Tillem miała romans z kolegą Tilla z zespołu, Richardem Kruspem. Z tego właśnie związku pochodzi Khira „Li” Lindemann, którą można było zobaczyć podczas koncertu Live aus Berlin w czasie wykonywania utworu Tier.
Jest ateistą.

## Kariera muzyczna

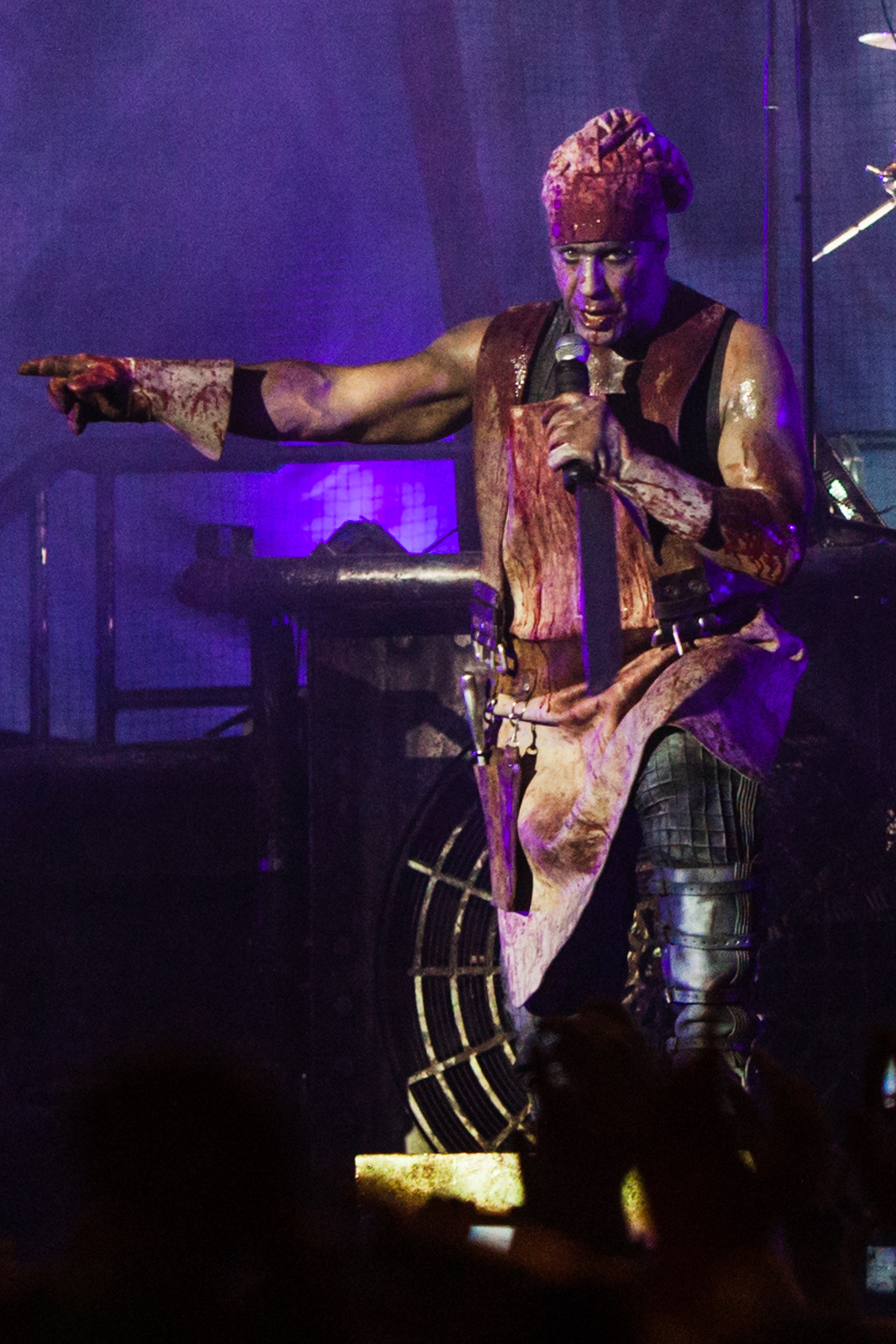
Lindemann podczas koncertu zespołu Rammstein (2012)

Till Lindemann swoją muzyczną karierę zaczął jeszcze w czasach NRD. Na początku zadebiutował w grupie First Arsch, gdzie był perkusistą. Działalność ta nie przynosiła jednak dochodów (mimo że dawali dość sporo koncertów), więc Lindemann nadal musiał zajmować się wyplataniem koszyków. Dopiero gdy w 1994 roku został członkiem grupy Rammstein, opuścił swój wiejski warsztat i przeprowadził się do Berlina. W 2013 roku wspólnie z Peterem Tägtgrenem założył zespół Lindemann. 22 czerwca 2015 roku ukazał się debiutancki album formacji, Skills in Pills, na którym Lindemann śpiewa wszystkie piosenki w języku angielskim.

## Inna twórczość
W 2002 roku wydał, wspólnie ze swoim wieloletnim przyjacielem Gertem Hofem, tom poezji Messer (ISBN 978-3-8218-0927-4), który zadedykował swojemu własnemu ojcu. Wiersze zaczął pisać w wieku 28–29 lat. Na początku nie były to wiersze w pełnym tego słowa znaczeniu, a pojedyncze słowa, zdania i wersy, dopiero później przybrały one pewną strukturę. Dwa z nich noszą tytuł Nele. Treść wierszy jest podobna tematycznie do tekstów piosenek Rammsteina. Traktują o ciemnych stronach życia, strachu, samotności, starości, końcu świata. W 2013 roku, już w pojedynkę wydał 149-stronnicowy tom poezji zatytułowany In stillen Nächten (ISBN 978-3462045246).

## Dyskografia
- 2000: Puhdys – Wut will nicht sterben (gościnnie)[7]
- 2003: Till Lindemann & Richard Kruspe – Schtiel[8]
- 2003: Hanzel und Gretyl – Intermission (gościnnie)
- 2007: Apocalyptica – Helden (gościnnie)[9]
- 2023: Till Lindemann - Zunge

## Filmografia
- 1999: Pola X (jako muzyk, dramat romantyczny, reżyseria: Leos Carax)[10]
- 2002: xXx (jako on sam, film fabularny, reżyseria: Rob Cohen)[11]
- 2003: Amundsen der Pinguin (jako Victor, film familijny, reżyseria: Stephen Manuel)[12]
- 2004: Vinzent (jako Tierschutzer, horror, reżyseria: Ayassi)
- 2006: Anakonda im Netz (jako on sam, film dokumentalny, reżyseria: Mathilde Bonnefoy)[13]